# Merle-Leignec
Pour les articles homonymes, voir Merle (homonymie).
Merle-Leignec est une commune française située dans le département de la Loire, en région Auvergne-Rhône-Alpes, et faisant partie de Loire Forez Agglomération.

## Géographie
| Estivareilles                      |                     | Saint-Nizier-de-Fornas           |

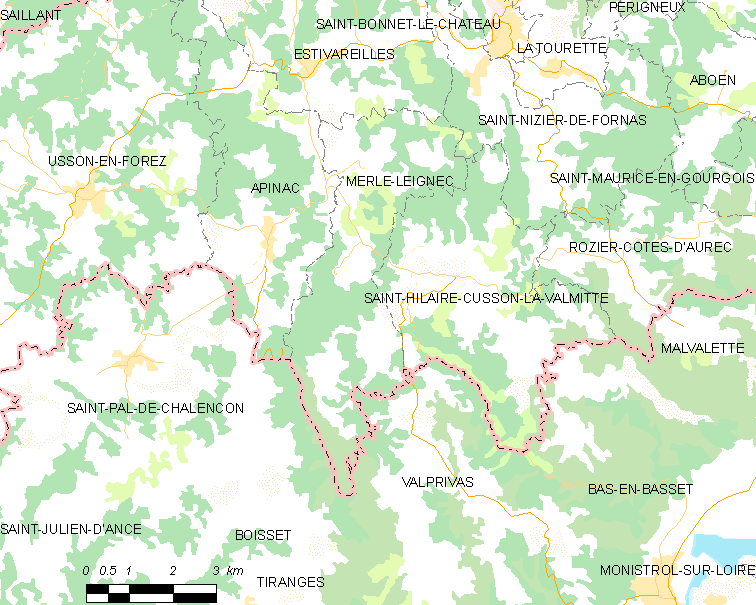
Localisation du village et des communes aux alentours

| Apinac                             | Mzerle-Leignec      | Saint-Hilaire-Cusson-la-Valmitte |
| Saint-Pal-de-Chalencon Haute-Loire | Boisset Haute-Loire | Valprivas Haute-Loire            |

Merle-Leignec fait partie du Forez.

### Toponymie
Par décret du 26 mars 1993, la commune de Merle, en un seul mot, s'est appelée officiellement Merle-Leignec, en deux mots.

### Climat
Pour des articles plus généraux, voir Climat d'Auvergne-Rhône-Alpes et Climat de la Loire.
En 2010, le climat de la commune est de type climat des marges montargnardes, selon une étude du Centre national de la recherche scientifique s'appuyant sur une série de données couvrant la période 1971-2000. En 2020, Météo-France publie une typologie des climats de la France métropolitaine dans laquelle la commune est exposée à un climat de montagne ou de marges de montagne et est dans la région climatique Nord-est du Massif Central, caractérisée par une pluviométrie annuelle de 800 à 1 200 mm, bien répartie dans l’année.
Pour la période 1971-2000, la température annuelle moyenne est de 8,4 °C, avec une amplitude thermique annuelle de 15,9 °C. Le cumul annuel moyen de précipitations est de 874 mm, avec 9,3 jours de précipitations en janvier et 7,2 jours en juillet. Pour la période 1991-2020, la température moyenne annuelle observée sur la station météorologique de Météo-France la plus proche, « Saint-Bonnet-le-Chateau_sapc », sur la commune de Saint-Bonnet-le-Château à 7 km à vol d'oiseau, est de 10,1 °C et le cumul annuel moyen de précipitations est de 851,5 mm,. Pour l'avenir, les paramètres climatiques de la commune estimés pour 2050 selon différents scénarios d'émission de gaz à effet de serre sont consultables sur un site dédié publié par Météo-France en novembre 2022.

## Urbanisme

### Typologie
Au 1er janvier 2024, Merle-Leignec est catégorisée commune rurale à habitat dispersé, selon la nouvelle grille communale de densité à sept niveaux définie par l'Insee en 2022.
Elle est située hors unité urbaine. Par ailleurs la commune fait partie de l'aire d'attraction de Saint-Étienne, dont elle est une commune de la couronne,. Cette aire, qui regroupe 105 communes, est catégorisée dans les aires de 200 000 à moins de 700 000 habitants,.

### Occupation des sols
L'occupation des sols de la commune, telle qu'elle ressort de la base de données européenne d’occupation biophysique des sols Corine Land Cover (CLC), est marquée par l'importance des forêts et milieux semi-naturels (58,1 % en 2018), une proportion sensiblement équivalente à celle de 1990 (58,4 %). La répartition détaillée en 2018 est la suivante : 
forêts (52 %), prairies (23,5 %), zones agricoles hétérogènes (18,4 %), milieux à végétation arbustive et/ou herbacée (6,1 %). L'évolution de l’occupation des sols de la commune et de ses infrastructures peut être observée sur les différentes représentations cartographiques du territoire : la carte de Cassini (XVIIIe siècle), la carte d'état-major (1820-1866) et les cartes ou photos aériennes de l'IGN pour la période actuelle (1950 à aujourd'hui).

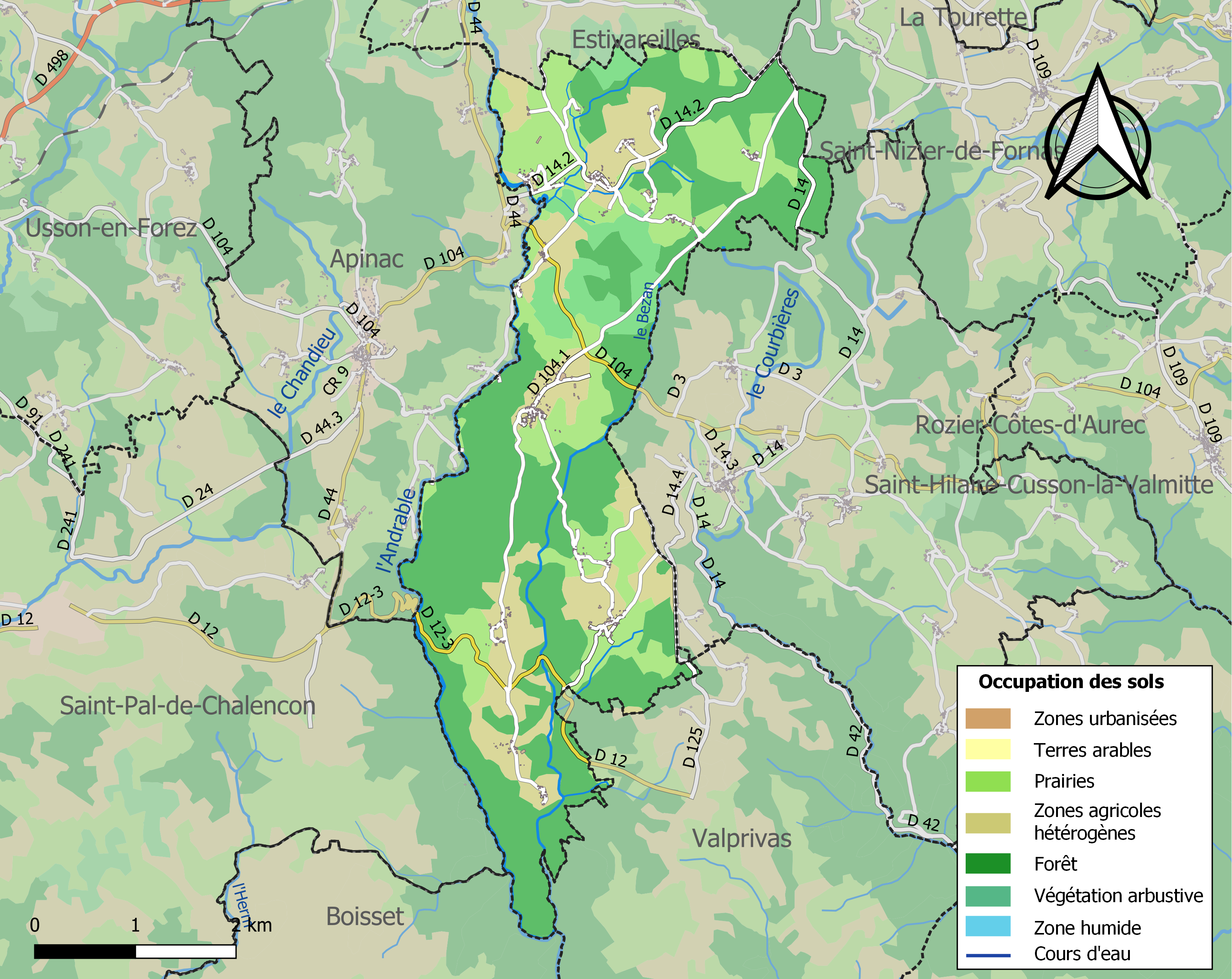
Carte des infrastructures et de l'occupation des sols de la commune en 2018 (CLC).

## Histoire
Une croix monumentale, datant de la 1re moitié du XVIe siècle est à voir sur ce site classé[réf. nécessaire].

## Blasonnement
|  | Les armoiries de Merle-Leignec se blasonnent ainsi : Tranché : au 1er de sinople au besant d'or, au 2e d'or au clocher pointu de sable à deux clochetons, maçonné d'argent, mouvant de la pointe, le tout enfermé dans une filière crénelée de sable. |

## Politique et administration
Merle-Leignec faisait partie de la communauté de communes du Pays de Saint-Bonnet-le-Château de 1996 à 2016 puis a intégré Loire Forez Agglomération.
| MAIRES SUCCESSIFS | MAIRES SUCCESSIFS   |
| ----------------- | ------------------- |
| 1792-1795         | BAROU Joseph        |
| 1795-1797         | AVRIL André         |
| 1797-1798         | BALEYDIER Benoît    |
| 1798-1799         | ESTIEU Jacques      |
| 1799-1800         | SUCHET Hilaire      |
| 1800-1808         | BALEYDIER Benoît    |
| 1808-1815         | BALEYDIER Jacques   |
| 1815-1821         | MEY André           |
| 1821-1828         | THEOLEYRE Jean      |
| 1828-1840         | GIRAUD Jacques      |
| 1840-1878         | GIRAUD Pierre       |
| 1878-1881         | FRAISSE Julien      |
| 1881-1884         | GIRAUD Pierre       |
| 1884-1892         | COURT Antoine       |
| 1892-1896         | CHAPUIS Benoît      |
| 1896-1908         | COURT Antoine       |
| 1908-1914         | GIRAUD Pierre Marie |
| 1914-1916         | MONTET Georges      |
| 1916-1918         | FAURE Pierre        |
| 1918-1933         | GIRAUD Pierre Marie |
| 1933-1935         | GIRAUD Louis        |
| 1935-1944         | FAURE Thomas        |
| 1944-1962         | MAREY Pierre        |
| 1962-1989         | MAREY Jean          |
| 1989-2006         | FONTON Pierre       |
| 2006-2014         | BEYSSAC Marc        |
| 2014-2020         | DECOURTYE Robert    |
| 2020-             | AVRIL René          |

## Démographie
L'évolution du nombre d'habitants est connue à travers les recensements de la population effectués dans la commune depuis 1793. Pour les communes de moins de 10 000 habitants, une enquête de recensement portant sur toute la population est réalisée tous les cinq ans, les populations de référence des années intermédiaires étant quant à elles estimées par interpolation ou extrapolation. Pour la commune, le premier recensement exhaustif entrant dans le cadre du nouveau dispositif a été réalisé en 2006.

En 2022, la commune comptait 326 habitants, en évolution de +0,93 % par rapport à 2016 (Loire : +1,32 %, France hors Mayotte : +2,11 %).
| 1793  | 1800 | 1806 | 1821  | 1831  | 1836 | 1841  | 1846 | 1851 |
| ----- | ---- | ---- | ----- | ----- | ---- | ----- | ---- | ---- |
| 1 000 | 896  | 967  | 1 028 | 1 006 | 912  | 1 004 | 935  | 961  |

| 1856 | 1861 | 1866 | 1872 | 1876 | 1881 | 1886 | 1891 | 1896 |
| ---- | ---- | ---- | ---- | ---- | ---- | ---- | ---- | ---- |
| 901  | 939  | 950  | 940  | 921  | 910  | 926  | 830  | 839  |

| 1901 | 1906 | 1911 | 1921 | 1926 | 1931 | 1936 | 1946 | 1954 |
| ---- | ---- | ---- | ---- | ---- | ---- | ---- | ---- | ---- |
| 782  | 780  | 728  | 591  | 590  | 514  | 503  | 437  | 398  |

| 1962 | 1968 | 1975 | 1982 | 1990 | 1999 | 2006 | 2011 | 2016 |
| ---- | ---- | ---- | ---- | ---- | ---- | ---- | ---- | ---- |
| 345  | 278  | 216  | 223  | 233  | 235  | 296  | 309  | 323  |

| 2021 | 2022 | - | - | - | - | - | - | - |
| ---- | ---- | - | - | - | - | - | - | - |
| 324  | 326  | - | - | - | - | - | - | - |

## Lieux et monuments
- Église de la Nativité-de-Notre-Dame de Merle.
- Église de l'Immaculée-Conception de Leignec.

## Sports
- Course de côte de Cacharat[17],[18],[19], remportée par Jean-Luc Thérier en 1972